# Ninodes miegi
Ninodes miegi là một loài bướm đêm trong họ Geometridae.